# Poleanovo, Haskovo
Poleanovo (în bulgară Поляново ) este un sat în Obștina Harmanli, Regiunea Haskovo, Bulgaria.

## Demografie
Componența etnică a satului Poleanovo
     Bulgari (87,79%)
     Romi (7,45%)
     Nicio identificare (3,38%)
     Altele (1,35%)
La recensământul din 2011, populația satului Poleanovo era de 295 locuitori. Din punct de vedere etnic, majoritatea locuitorilor (87,79%) erau bulgari, cu o minoritate de romi (7,45%). Pentru 3,38% din locuitori nu este cunoscută apartenența etnică.